# Alibi (1931)
Alibi ist ein britischer Kriminalfilm aus dem Jahr 1931. Er basiert frei auf dem gleichnamigen Roman der britischen Autorin Agatha Christie. Der Film ist bis heute verschollen.

## Inhalt
Der belgische Detektiv Hercule Poirot untersucht einen mysteriösen mutmaßlichen Selbstmord in einem Landhaus.

## Veröffentlichung
Im Vereinigten Königreich kam der Film 1931 in den Kinos.